# Фудбалски савез Београда
Фудбалски савез Београда (ФСБ) је савез  који спроводи и организује најмасовније и најквалитетније аматерско такмичење у фудбалу у Србији. Седиште савеза налази се у Делиградској улици 27, у општини Савски венац.

## Опште информације
Савез чини 6 територијалних савеза, 47 лига, 276 клубова, 552 регистроване екипе, 39.152 регистрованих играча, 630 судија, 160 инструрктора, 978 тренера од чега 385 њих који су лиценцирани за лиге у надлежности ФБС. Укупно, на територији која спада под ФСБ налази се 335 фудбалских објеката. Савез организује такмичење кроз пет сениорских лига : Српска лига Београд, Зонска лига Београда, Прва Београдска лига (коју чине три групе: „А“, „Б“ и „Ц“),  Међуопштинска лига која се састоји од три групе – „А“, “Б“ и "Ц" и Општинске лиге „Барајево“ и Друга ФУТСАЛ лига "Београд". Такође ту је и 20 лига млађих категорија у конкуренцији омладинаца, кадета, пионира и петлића, као и лиге у Општинским фудбалским савезима Обреновца, Младеновца, Лазаревца и Сопота, укупно све 47. лига. ФСБ такође организује такмичење у Купу за сениоре и сениорке.
За време првенства у оквиру ФСБ, викендом се одигра готово 60 утакмица, где учестује вуше од 1.600 фудбалера, а у такмичењу млађих категорија око 150 утакмица са више од 4.500 играча. На поменутим утакмицама учествује око 300 судија и делегата. На територији коју покрива ФСБ налази се 12 стадиона (фудбалских клубова Црвене звезде, Партизана, Чукаричког, Рада, Обилића, Железника, Колубаре Омладински на Карабурми, Градски у Земуну, Младеновцу, Радничког у Обреновцу и други) као и више од 300 травнатих терена (у ужем и ширем појасу Београда) међу којима су и терени са вештачком подлогом који се налазе у СЦ „Партизан – Телеоптик“ и СЦ “Ада Циганлија“ и на стадионима и игралиштима ФК „БСК“ у Борчи, ФК „Рад“, ОФК „Београд“, ФК „Синђелић“, ФК „БАСК”, ФК „Локомотива”, ФК „Бродарац”, ФК „Раднички” у Обреновцу, ФК „Чукарички а.д.” и „ФК Вождовац” на којима играју клубови од савезног до најнижег ранга.
Током двехиљадедесетих година, велики број стадиона под окриљем ФСБ добио је столице, које је донирао савез, на трибинама стадиона и игралиштима у Звечкој, Кртинској, Чибутковици, на игралишту ФК „Бродарац”, у Жаркову, Падинској Скели и на другим местима. Седиште ФСБ налази се у Делиградској улици 27, на трећем спрату зграде ФЦФК „Стари ДИФ”. Савез се налази у простору који има пет канцеларија, где ради стручна служба са осам запослених људи, која се брине за функционисање савеза. У оквиру савеза такође се налази прес центар, концеренцијска сала и магацин за опрему селекција ФСБ.